# レギーナ・フィリップス
レギーナ・フィリップス（Regina Philips、1961年3月6日 - ）は、ドイツのノルトライン＝ヴェストファーレン州レーヴァークーゼン出身の柔道選手。現役時代は56kg級の選手。

## 人物
1987年の世界選手権56kg級では3位となった。翌年の1988年ソウルオリンピック（公開競技）でも銅メダルを獲得した。1990年には階級を61kg級に上げるが際立った活躍は見られず、1992年バルセロナオリンピックには出場できなかった。

## 主な戦績
- 1981年 - オランダ国際　3位
- 1982年 - オランダ国際　3位
- 1983年 - ヨーロッパ選手権　2位
- 1983年 - イギリス国際　2位
- 1984年 - ドイツ国際　3位
- 1984年 - オーストリア国際　3位
- 1984年 - 世界学生　2位
- 1985年 - ヨーロッパ選手権　5位
- 1985年 - オランダ国際　2位
- 1986年 - ヨーロッパ選手権　5位
- 1986年 - オーストリア国際　2位
- 1986年 - イギリス国際　優勝
- 1986年 - 世界学生　3位
- 1987年 - ベルギー国際　優勝
- 1987年 - ドイツ国際　3位
- 1987年 - ヨーロッパ選手権　3位
- 1987年 - イギリス国際　3位
- 1987年 - 世界選手権　3位
- 1988年 - ベルギー国際　3位
- 1988年 - オランダ国際　2位
- 1988年 - オーストリア国際　優勝
- 1988年 - ソウルオリンピック　3位
- 1989年 - ベルギー国際　3位
- 1989年 - ポーランド国際　2位
- 1989年 - オランダ国際　2位
- 1990年 - ベルギー国際　優勝(61kg級)
- 1991年 - オーストリア国際　3位(61kg級)